# Sedum franchetii
Sedum franchetii là một loài thực vật có hoa trong họ Crassulaceae. Loài này được Grande miêu tả khoa học đầu tiên năm 1914.